# Schwarza (Blankenhain)
Schwarza ist ein Ortsteil der Stadt Blankenhain im Landkreis Weimarer Land in Thüringen.

## Geschichte
Im Oktober 1993 wurde Schwarza zur Stadt Blankenhain eingemeindet. Die urkundliche Ersterwähnung fand bereits 802–817 statt.

## Geografie
Der Ort liegt in 355 m Höhe im Tal des gleichnamigen Flüsschens am Südrand des bewaldeten Teils des Tannrodaer Sattels. Er wurde erstmals in einem Güterverzeichnis der Reichsabtei Fulda urkundlich erwähnt, die vor dem Jahr 900 entstand.

## Kulturelle Arbeit
Zentraler Treffpunkt ist das Dorfgemeinschaftshaus, das seit Anfang 2008 von einem Ortsverein betrieben wird. Jedes Jahr wird das Dorffest gefeiert, meist Ende Juni.

## Verkehrslage
Durch den Ort führen die Landesstraße I. Ordnung 60, die als Zubringer zur Bundesautobahn 4 in Richtung Erfurt und Magdala dient, und der Goethewanderweg, der Weimar mit Großkochberg verbindet.

## Sehenswürdigkeiten
Eine der Sehenswürdigkeiten ist die Dorfkirche Schwarza.

## Persönlichkeiten
- Friedrich Teuscher (1791–1865), Hauslehrer, evangelischer Oberpfarrer, Superintendent, Schriftsteller, Buchautor und Librettist
- Jörg Schneider (* 1948), Paläontologe